# Everton FC
Everton Football Club, pe scurt Everton, este un club de fotbal din Liverpool, Anglia, care evoluează în Premier League. Clubul a stabilit un record de nu mai puțin de 109 sezoane în primul eșalon al Football League, Football League First Division și Premier League. Deține de altfel recordul pentru cel mai prolific marcator într-un sezon: Dixie Dean cu 60 de goluri .
Clubul își dispută meciurile de acasă pe Stadionul Goodison Park încă din anul 1892.
Format în anul 1878,sub numele de St. Domingo Football Club , Everton este unul dintre cluburile fondatoare ale The English Football League, competiție pe care a câștigat-o la doi ani de la înființare. La fel, în 1992, Everton s-a aflat printre cei care au pus bazele Premier League, actuala primă divizie din campionatul englez.
Marea rivală a Caramelelor este concitadina Liverpool FC, derby-ul dintre cele două grupări având numele de Merseyside derby.

## Istoric
Everton are nouă titluri, ultimul câștigat în 1987, cinci cupe, ultima  cucerită în 1995 și o cupă a cupelor, ediția 1985. 
Totalul trofeelor clasează gruparea de pe Goodison Park pe locul 7 între cluburile din Anglia. Doar trei cluburi au mai multe campionate în palmares: Manchester United, Liverpool și Arsenal FC.
Cinci dintre titlurile câștigate,precum și 2 cupe și 2 supercupe datează din perioada interbelică, când în tricoul echipei se afla cel mai bun marcator din istoria clubului, atacantul Dixie Dean.
Ultimele 2 titluri ale albaștriilor au fost câștigate în 1984-1985 și 1986-1987.
Echipa antrenată de Howard Kendall era considerată cea mai bună din istoria clubului de pe Goodison  și era deja campioană , reușind să ia titlul în fața marilor rivali, Liverpool,cu 5 etape înainte de final. Paradoxal, Everton nu a evoluat în anul următor în Cupa Campionilor Europeni, din cauza tragediei de la Heysel,în urma căreia toate cluburile englezești au primit interdicție pe 5 ani competițiile europene. Singurul trofeu european al clubului este Cupa Cupelor, câștigată în fața celor de la Rapid Viena în 1985. Everton avea să elimine în drumul spre finală pe University College Dublin AFC, FK Inter Bratislava, Fortuna Sittard și pe giganții germani de la FC Bayern München. Golgheterul echipei în acest parcurs  european de excepție avea să fie Andy Gray, cu 5 reușite.
Ultimele trofee ale clubului,până la această dată,aveau să fie câștigate in anul 1995. Echipa antrenată de către fosta glorie Joe Royle a câștigat Cupa Angliei, în fața celor de la Manchester United, prin golul înscris minutul 30' de către Paul Rideout, intr-un meci disputat pe Stadionul Wembley, în fața a 79592 de spectatori. Trofeul le-a asigurat albaștrilor participarea în Cupa Cupelor UEFA, fiind prima commpetiție europeană în care participa Everton după tragedia de la Heysel. În următoarele două sezoane, Everton avea să încheie pe locurile 6 și 15,prestația din cel de-al doilea sezon ducând la demiterea lui Joe Royle.
După mai mulți ani fără performanțe notabile, la cârma echipei este adus antrenorul scoțian David Moyes, fost antrenor al celor de la Preston North End FC. În aceasta perioadă, performanțele clubului se îmbunătățesc,Everton devenind un adversar incomod pentru granzii din Premier League. în sezonul 2004-2005, David Moyes ghidează echipa spre [Liga Campionilor, terminând sezonul pe locul 4, cu 3 puncte în fața rivalilor de la Liverpool. Tot în mandatul lui Moyes, clubul avea să doboare recordurile de patru ori în materie de sume de transfer: £6 milioane pentru James Beattie în 2005,  £8.6 milioane pentru Andy Johnson în 2006, £11.25 milioane pentruYakubu și £15 millioane pentru  Marouane Fellaini. 
David Moyes a părăsit echipa în sezonul 2012-2013, pentru a semna cu Manchester United, în locul său fiind adus Roberto Martinez, care avea să ghideze echipa spre locul 5 în primul sezon, obținând un total de 72 de puncte, un record pentru ultimii 27 de ani. Martinez a fost demis la finalul sezonului 2015-2016, în locul său fiind adus olandezul Ronald Koeman de la Southampton FC.

## Culori și stemă

Vechea stemă (2000–2013)

Culorile tradiționale ale clubului sunt alb și albastru. În sezonul 2014-2015, echipamentul portarului a fost galben. 
Actualul echipament de rezervă este de culoare neagră, cu guler portocaliu, iar echipamentul de rezervă este de culoare galben cu imprimeu albastru.
Deși stema clubului a suferit mai multe modificări pe parcursul anilor, mai mereu pe aceasta s-a regăsit Turnul Prințului Rupert, simbol al districtului Everton.

## Goodison Park
Fondat în 1878, clubul Everton s-a mutat pe locația actualului stadion Anfield în 1884. Locul era deținut de președintele clubului John Houlding care a crescut chiria pentru folosirea stadionului de la 100 de lire sterline (1884) la 250 de lire, în 1892. Houlding intenționa să vândă stadionul clubului, însă directorii intenționau doar să rămână în chirie pe termen lung. Nemulțumiți, au părăsit locația, lăsându-l pe Houlding cu stadionul gol. Fostul primar al orașului Liverpool, Houlding a înființat o echipă nouă. Inițial a vrut să păstreze numele Everton, însă s-a lovit de refuzul Ligii, așa încât a preferat denumirea Liverpool FC. 
Astfel,Orașul Liverpool a fost primul din Anglia care a avut două echipe profesioniste.
Goodison Park a costat 3.000 de lire sterline în 1892, atunci când a fost inaugurat, iar proiectul îl are la bază pe faimosul arhitect Archibald Leitch, cel care a ridicat nu mai puțin de 20 de stadioane în 40 de ani.

## Suporteri
Everton este al treilea club din Anglia prezent în topul suporterilor, după Middlesbrough F.C. și West Ham.
În 1996, fanii au întors primul proiect de relocare a echipei după faimosul protest “Goodison for Ever-ton”. În 2007, clubul a înaintat consiliului local un nou proiect privind construirea unui stadion de 60.000 de locuri în suburbia Kirkby.Au venit cu un proiect propriu de reamenajare a stadionului (care este înconjurat de locuințe, iar extinderea se dovedea aproape imposibilă) cu schițe și desene, cu care au convins consiliul orașului să nu aprobe planul de relocare.

### Suporteri celebri
- Dolph Lundgren  , actor

- Sylvester Stallone, actor

- John Parrot, jucator profesionist de  snooker

- Judi Dench actriță

- John McEnroe, fost jucător profesionist și actual antrenor de tenis

- Paul McCartney, fost component al trupei rockThe Beatles

## Derby-ul Merseyside
Cel mai important meci pentru suporteri,este derby-ul Merseyside, disputat împotriva rivalilor Liverpool FC. Este unul dintre cele mai vechi derby-uri din lume, prima întâlnire având loc pe 13 ocotmbrie 1894, fiind câștigată cu 3-0 de către Everton. 
S-au disputat până acum 226 de dueluri, dintre care Everton a câștigat 66, Liverpool FC 90, iar 71 s-au terminat la egalitate. Cel mai mare scor a fost înregistrat în 1935 când Liverpool FC  s-a impus cu 6-0.
Ultima întâlnire s-a terminat cu victoria, scor 4-0, a echipei alb-roșii.
Meciurile dintre cele două rivale dețin recordul de cartonașe roșii în toate competițille din Anglia.

## Proprietarii clubului
În februarie 2016, omul de afaceri iranian Farhad Moshiri a cumpărat 49.90% din acțiunile clubui de la vechiul acționar majoritar Bill Kenwright, care se afla la conducerea echipei din 1989.
Kenwright, care a cumpărat Everton pentru 20 de milioane de lire, în 1999, și-a manifestat dorința de a vinde acțiunile încă din noiembrie 2007.

## Lotul actual
La 12 august 2025.
| Nr. |                   | Poziție | Jucător                        |
| --- | ----------------- | ------- | ------------------------------ |
| 1   | Anglia            | P       | Jordan Pickford                |
| 2   | Scoția            | F       | Nathan Patterson               |
| 5   | Anglia            | F       | Michael Keane                  |
| 6   | Anglia            | F       | James Tarkowski (vice-căpitan) |
| 7   | Anglia            | A       | Dwight McNeil                  |
| 9   | Guinea-Bissau     | A       | Beto                           |
| 10  | Senegal           | A       | Iliman Ndiaye                  |
| 11  | Franța            | A       | Thierno Barry                  |
| 12  | Republica Irlanda | P       | Mark Travers                   |
| 15  | Republica Irlanda | F       | Jake O'Brien                   |
| 16  | Ucraina           | F       | Vitaliy Mykolenko              |
| 17  | Portugalia        | A       | Youssef Chermiti               |

| Nr. |                   | Poziție | Jucător                                          |
| --- | ----------------- | ------- | ------------------------------------------------ |
| 18  | Anglia            | M       | Jack Grealish (împrumutat de la Manchester City) |
| 22  | Anglia            | M       | Kiernan Dewsbury-Hall                            |
| 23  | Republica Irlanda | F       | Séamus Coleman (căpitan)                         |
| 24  | Argentina         | M       | Carlos Alcaraz                                   |
| 27  | Senegal           | M       | Idrissa Gueye                                    |
| 32  | Anglia            | F       | Jarrad Branthwaite                               |
| 37  | Anglia            | M       | James Garner                                     |
| 39  | Maroc             | F       | Adam Aznou                                       |
| 42  | Anglia            | M       | Tim Iroegbunam                                   |
| 45  | Anglia            | M       | Harrison Armstrong                               |
| 53  | Anglia            | P       | Harry Tyrer                                      |

## Foști jucători importanți
- Howard Kendall (1967–1974,1981)

- Tim Cahill (2004-2012)

- Phil Neville (2005-2013)

- Gary Lineker (1985-1986)

- Mikel Arteta (2005-2011)

- Duncan Ferguson (1994-1998,2000-2006)

- Thomas Gravesen (2000-2004)

- Wayne Rooney (2002–2004)

- Jack Rodwell (2007-2012)

- Steven Pienaar (2007-2011,2012-2016)

- Marco Materazzi (1998-1999)

- Joleon Lescott (2006-2009)

- Marouane Fellaini (2008-2013)

- Mark Hughes (2000)

- Paul Gascoigne (2000-2002)

- Louis Saha (2008-2012)

- Samuel Eto'o (2014-2015)

- Tim Howard (2007-2016))

## Palmares
- Football League / Football League First Division / Premier League: (9)
  - 1890–91, 1914–15, 1927–28, 1931–32, 1938–39, 1962–63, 1969–70, 1984–85, 1986–87

- Cupa FA: (5)
  - 1906, 1933, 1966, 1984, 1995

- Cupa Cupelor: (1)
  - 1985

- UEFA Europa League
  -  Optimi (1) : 2015

- FA Community Shield: (9)
  - 1928, 1932, 1963, 1970, 1984, 1985, 1986, 1987, 1995

## Statistici/recorduri
- Cea mai mare victorie: 11–2 vs Derby County, FA Cup, 18 ianuarie 1890
- Cel mai mare număr de spectatori: 78,299 vs Liverpool, Divizia 1, Goodison Park, 18 septembrie 1948
- Cele mai multe goluri într-un sezon: 60: Dixie Dean, Divizia 1, 1927-28

### Jucătorii cu cele mai multe meciuri jucate
- Neville Southall (750 m)
- Brian Labone (534 m)
- Dave Watson (522 m)
- Ted Sagar (500 m)
- Kevin Ratcliffe (490 m)

### Jucătorii cu cele mai multe goluri
- Dixie Dean (383 g)
- Graeme Sharp (159 g)
- Bob Latchford (138 g)
- Alex 'Sandy' Young (125 g)
- Joe Royle (119 g)

## Antrenori
| - W E Barclay 1888 - 1889 - Richard Molyneux 1889 - 1901 - William C Cuff 1901 - 1918 - W J Sawyer 1918 - 1919 - Thomas H McIntosh 1919 - 1935 - Theo Kelly 1939 - 1948 - Cliff Britton 1948 - 1956 - Ian Buchan 1956 - 1958 - Johnny Carey 1958 - 1961 - Harry Catterick 1961 - 1973 - Billy Bingham 1973 - 1977 - Steve Burtenshaw 1977 - Gordon Lee 1977 - 1981 - Howard Kendall 1981 - 1987 - Colin Harvey 1987 - 1990 | - Jimmy Gabriel 1990 - Howard Kendall 1990 - 1993 - Jimmy Gabriel 1993 - 1994 - Mike Walker 1994 - Joe Royle 1994 - 1997 - Dave Watson 1997 - Howard Kendall 1997 - 1998 - Walter Smith 1998 - 2002 - David Moyes 2002 - 2013 - Roberto Martínez 2013 - 2016 - Ronald Koeman 2016 - 2017 - Sam Allardyce 2017 - 2018 - Marco Silva 2018 - 2019 - Carlo Ancelotti 2019 - 2021 |

## Evoluția siglei

2000-2013
2013-2014
2014-prezent